# Drag Race Germany
Drag Race Germany é um reality show alemão, do gênero competição, produzido pela World of Wonder, baseado na franquia RuPaul's Drag Race. A série será transmitida pela MTV e Paramount+ na Alemanha, Áustria e Suíça, incluindo WOW Presents Plus internacionalmente.
Drag Race Germany é a décima quinta adaptação internacional do reality show americano RuPaul's Drag Race, seguindo as versões chilena, tailandesa, britânica, canadense, holandesa, australiana e neozelandesa, espanhola, italiana, francesa, filipina, belga, sueca, mexicana e brasileira.

## Produção
Originalmente em 2013, a empresa alemã Phantomfilm adquiriu os direitos de produção para criar uma adaptação alemã de RuPaul's Drag Race. A World of Wonder, produtora por trás de RuPaul's Drag Race, confirmou a próxima adaptação lançando um teaser trailer com RuPaul. Taç Romey, porta-voz da Phantomfilm na época anunciou que haveria poucas mudanças no formato além de ter maior foco na comédia para se adaptar ao mercado do país e que o programa iria ao ar em uma rede mainstream embora a empresa ainda estivesse negociando com diversos canais para a transmissão. No final das contas, os direitos de licenciamento da empresa expiraram, o que levou a uma segunda tentativa de produzir Drag Race na Alemanha.
Em 2019, a RedSeven Entertainment abriu casting para um reality show focado em drag queens. O programa, com o nome de Queen of Drags, foi ao ar no mesmo ano na ProSieben. Barbie Mercury, uma das concorrentes do programa, revelou posteriormente em um podcast que o programa deveria ser uma adaptação alemã da franquia Drag Race. No entanto, depois que a RedSeven não conseguiu obter os direitos de licenciamento, a produtora foi forçada a mudar o formato do programa.
Em 8 de agosto de 2022, a World of Wonder postou três convocações de elenco nas redes sociais. As chamadas de elenco foram para novas adaptações potenciais de Drag Race no Brasil, Alemanha e México. O prazo para as potenciais concorrentes foi definido para 26 de agosto, com o prazo para envio do vídeo de audição marcado para 9 de setembro de 2022. Em dezembro, foi confirmado que as novas edições da franquia Drag Race estrearão "na MTV e Paramount+ em seus respectivos territórios."
Barbie Breakout e Gianni Jovanovic foram confirmados como apresentadores e jurados principais em agosto de 2023. Uma terceira jurada, a estilista americana Dianne Brill foi confirmada no dia seguinte, assim como a data de estreia, marcada para 5 de setembro. Em 15 de agosto de 2023, foi apresentado as competidoras de toda a zona DACH.

## Concorrentes

### Temporada 1 (2023)
As idades, nomes e cidades indicadas referem-se à época das filmagens (2023).
| Concorrente          | Idade | Cidade de origem     | Posição   |
| -------------------- | ----- | -------------------- | --------- |
| Pandora Nox          | ASA   | Viena, Áustria       | Vencedora |
| Metamorkid           | 24    | Viena, Áustria       | Runner-up |
| Yvonne Nightstand    | 29    | Berlim, Alemanha     | 3º lugar  |
| Kelly Heelton        | ASA   | Wiesbaden, Alemanha  | 4º lugar  |
| Loreley Rivers       | 24    | Düsseldorf, Alemanha | 5º lugar  |
| Victoria Shakespears | 29    | Basileia, Suíça      | 6º Lugar  |
| Nikita Vegas         | 38    | Berlim, Alemanha     | 7º lugar  |
| Tessa Testicle       | 25    | Basileia, Suíça      | 8º lugar  |
| LéLé Cocoon          | 23    | Frankfurt, Alemanha  | 9º lugar  |
| The Only Naomy       | ASA   | Colônia, Alemanha    | 10º lugar |
| Barbie Q             | 25    | Munique, Alemanha    | 11º lugar |

## Progresso das concorrentes
| Participante         | 1      | 2      | 3      | 4      | 5      | 6      | 7      | 8      | 9      | 10     | 11        | 12        |
| -------------------- | ------ | ------ | ------ | ------ | ------ | ------ | ------ | ------ | ------ | ------ | --------- | --------- |
| Pandora Noxx         | VENCEU | BOM    | SALVA  | VENCEU | DUBLOU | BOM    | VENCEU | DUBLOU | BOM    | BOM    | Convidada | Vencedora |
| Metamorkid           | SALVA  | SALVA  | VENCEU | SALVA  | BOM    | SALVA  | BOM    | BOM    | VENCEU | DUBLOU | Convidada | Finalista |
| Yvonne Nightstand    | SALVA  | SALVA  | RUIM   | SALVA  | SALVA  | BOM    | RUIM   | VENCEU | TOP2   | VENCEU | Convidada | Finalista |
| Kelly Heelton        | SALVA  | RUIM   | BOM    | SALVA  | SALVA  | VENCEU | VENCEU | BOM    | BOM    | ELIM   | Convidada | Convidada |
| Loreley Rivers       | SALVA  | VENCEU | SALVA  | RUIM   | VENCEU | DUBLOU | DUBLOU | ELIM   |        |        | Convidada | Convidada |
| Victoria Shakespears | DUBLOU | DUBLOU | BOM    | SALVA  | BOM    | DUBLOU | ELIM   |        |        |        | Miss S.   | Convidada |
| Nikita Vegaz         | RUIM   | SALVA  | SALVA  | VENCEU | RUIM   | ELIM   |        |        |        |        | Convidada | Convidada |
| Tessa Testicle       | DUBLOU | BOM    | DUBLOU | DUBLOU | ELIM   |        |        |        |        |        | Convidada | Convidada |
| Lélé Cocoon          | BOM    | SALVA  | SALVA  | ELIM   |        |        |        |        |        |        | Convidada | Convidada |
| The Only Naomy       | SALVA  | SALVA  | ELIM   |        |        |        |        |        |        |        | Convidada | Convidada |
| Barbie Q             | BOM    | ELIM   |        |        |        |        |        |        |        |        | Convidada | Convidada |

Legenda:
 Vencedora  A participante foi coroada a vencedora de Drag Race Germany.
 Finalista  A participante ficou em segundo lugar.
 Eliminada  A participante foi eliminada na final.
 Miss S.  A participante foi eleita Miss Simpatia da temporada pelas participantes.
 VENCEU  A participante foi considerada a melhor no desafio e foi a vencedora da semana.
 TOP2  A competidora ficou entre as duas melhores, dublou, mas perdeu.
 BOM  A participante recebeu críticas positivas e ficou entre as melhores, mas não venceu o desafio.
 SALVA  A participante teve um médio desempenho e foi declarada salva.
 RUIM  A participante recebeu críticas negativas e ficou entre as piores, mas foi salva da eliminação.
 DUBLOU  A participante ficou entre as piores, dublou pela sua vida e venceu a dublagem, permanecendo na competição.
 ELIM  A participante ficou entre as piores, dublou pela sua vida, perdeu a dublagem e foi eliminada.
 Convidada  A participante foi convidada para participar da reunião e da final.